# Arna Sif Pálsdóttir
Arna Sif Pálsdóttir (* 5. Januar 1988 in Vestmannaeyjar) ist eine isländische Handballspielerin.
Arna Sif Pálsdóttir spielte anfangs beim isländischen Erstligisten HK Kópavogur. Im Jahr 2009 unterschrieb die Kreisspielerin einen Vertrag beim dänischen Erstligisten Horsens HK, für den sie in der Spielzeit 2009/10 19 Tore in 20 Begegnungen erzielte. Im Sommer 2010 schloss sie sich dem Ligarivalen Team Esbjerg an. Nach einem Jahr in Esbjerg wechselte sie zum Erstligisten Aalborg DH. Im Sommer 2013 unterschrieb sie einen Vertrag beim dänischen Zweitligisten SK Aarhus. Zur Saison 2015/16 wechselte sie zum französischen Erstligisten OGC Nizza. Im Sommer 2017 wechselte sie zum ungarischen Erstligisten Debreceni Vasutas SC. Nach der Saison 2017/18 schloss sie sich dem isländischen Erstligisten ÍBV Vestmannaeyja an. Im Sommer 2019 schloss sie sich Valur Reykjavík an. Ab Januar 2021 pausierte sie schwangerschaftsbedingt. Nach ihrer Pause unterschrieb sie im Sommer 2022 einen Zweijahresvertrag bei Fram Reykjavík.
Arna Sif Pálsdóttir bestritt 128 Länderspiele für Island. Mit ihrer Nationalmannschaft qualifizierte sie sich im Jahr 2010 erstmals für die Europameisterschaften. Außerdem nahm sie zuvor mit der isländischen Juniorinnen-Nationalmannschaft an der Weltmeisterschaft 2008 in Mazedonien teil, bei der Island den 13. Platz belegte.